# Dick Marty
Dick Marty (Sorengo, 7 gennaio 1945 – Fescoggia, 28 dicembre 2023) è stato un politico e avvocato svizzero (Partito Liberale Radicale), a lungo procuratore pubblico del Canton Ticino, membro del Consiglio degli Stati (dal 1995) e dell'Assemblea parlamentare del Consiglio d'Europa.

## Biografia
Originario di Guttet-Feschel (VS) e di Lugano (TI), dopo le scuole obbligatorie e il liceo di Lugano, si laurea in giurisprudenza presso l'Università di Neuchâtel con la tesi: "Il ruolo e il potere del giudice svizzero e l'applicazione di sanzioni penali". Dal 1972 al 1975 venne assunto presso il Max Planck Institute per il diritto internazionale e degli esteri a Friburgo, in Germania, come responsabile per la sezione sul diritto svizzero.
Nel 1975 venne nominato procuratore pubblico del Canton Ticino dove si è fatto notare per la sua lotta contro la criminalità organizzata e la droga.
Nel 1989 fu eletto nel Consiglio di Stato del Canton Ticino dove è stato direttore del Dipartimento delle finanze e nel 1992 ha assunto la carica di presidente (a rotazione tra i membri). Nel 1995, dopo aver rinunciato a ricandidarsi al Consiglio di Stato, è stato eletto al Consiglio degli Stati in rappresentanza del Canton Ticino. Lavora come consulente giuridico ed economico.
Dal dicembre 2020 è stato messo sotto alta protezione della polizia (livello 4), essendo minacciato di morte per motivi riconducibili alla sua trascorsa attività in seno al Consiglio d'Europa. Secondo lui, ''la minaccia sembra provenire da certi ambienti dei servizi segreti serbi che hanno chiesto alla mafia, assassini professionisti, di liquidarmi semplicemente per scaricare la colpa sui kosovari''.
Dopo lunga malattia, il 28 dicembre 2023 muore nella sua casa di Fescoggia, Cantone Ticino. E' seppellito nel cimitero di Lugano.

## Assemblea del Consiglio d'Europa
Dal 1998 al 2011 è stato membro dell'Assemblea parlamentare del Consiglio d'Europa, dove è attivo in diverse commissioni. Nel 2005 è stato nominato relatore del Consiglio d'Europa per l'indagine sulle presunte prigioni segrete della CIA in Europa. Marty ha pubblicato due rapporti su queste indagini, poi approvati dall'Assemblea. In questi rapporti sono state evidenziate violazioni delle norme internazionali sui diritti umani in diversi stati europei.
Nel 2011 ha presentato un rapporto al Consiglio d'Europa sul traffico di organi prelevati da prigionieri serbi assassinati dall'UÇK.

## Altre attività
Oltre alla sua attività politica è stato dal 1996 al 2007 presidente di Svizzera Turismo e presidente della Fondazione Svizzera dello Scoutismo.
Il primo luglio 2010 è stato nominato presidente del Consiglio dell'Università di Neuchâtel, ha rinunciato a questo mandato tre anni dopo.
Il 17 dicembre 2010 è stato  nominato presidente dell'Assemblea intergiurassiana, succedendo a Serge Sierro il primo gennaio del 2011.
Nell'agosto del 2011 è diventato vice-presidente de l'Organizzazione mondiale contro la tortura.
Nel 2015 è diventato co-presidente dell'Iniziativa popolare federale svizzera sulle multinazionali responsabili.

## Prese di posizione
Nel 2010 si è dichiarato favorevole a legalizzare tutte le droghe.

## Premi e riconoscimenti
- Nel 1987 ha ricevuto un'onorificenza dal Dipartimento della giustizia degli Stati Uniti d'America e un premio speciale dalla International Narcotic Enforcement Officers Association.
- Premio dei Diritti dell'Uomo (2007) della Società internazionale per i diritti dell'uomo[11].
- Premio Europa 2007 del Nuovo movimento europeo svizzero per il suo ruolo nella denuncia delle prigioni segrete della CIA e la "difesa dei valori europei"[12].
- Dottorato honoris causa dell'Università di Ginevra (2011)[13].
- Co-laureato del Premio Fischhof (2011)[14].

## Pubblicazioni
- Una certa idea di giustizia. Spionaggio, droga, terrorismo: le mie inchieste tra Europa e Medio Oriente, Edizioni Casagrande, Bellinzona, 2018.
- Verità irriverenti. Riflessioni di un magistrato sotto scorta, Edizioni Casagrande, Bellinzona, 2023[15].